# Окультні дослідження Ісаака Ньютона

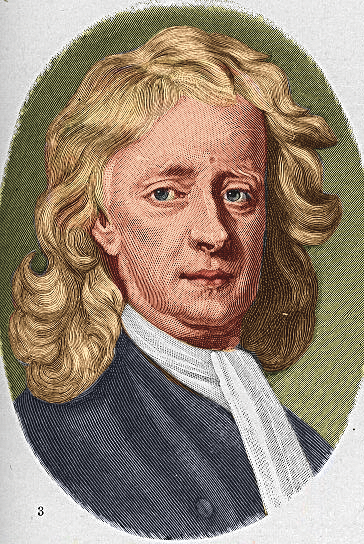
Портрет Ісаака Ньютона. 1726 рік

Сер Ісаак Ньютон (1642–1727), англійський вчений і математик, написав багато робіт, які зараз класифікуються як окультні дослідження, присвячені хронології, алхімії та тлумаченню Біблії (особливо Апокаліпсису).
Можливо, наукова робота була не такою значущою для Ньютона, якщо він робив такий наголос на віднайденні окультної мудрості древніх. У цьому сенсі усталене трактування «ньютонівського світогляду» як суто механістичного є дещо некоректним.
Після придбання і вивчення алхімічних робіт Ньютона у 1942 році економіст Джон Мейнард Кейнс, наприклад, висловив думку, що «Ньютон був не першим з віку розуму, він був останнім із магів».
У пре-Модерну епоху, за часів Ньютона освічені люди мали світогляд, відмінний від пізніших століть. Відмінності між наукою, забобонами і псевдонаукою були ще неясними, а ревно християнська точка зору пронизувала всю західну культуру.

## Пророцтво про 2060 рік
Наприкінці лютого і на початку березня 2003 року велику увагу ЗМІ привернули в усьому світі деякою мірою невідомі і неопубліковані документи, написані Ісааком Ньютоном, де вказувалось, що він вважає, що кінець світу настане не раніше 2060 року. Історія отримала величезну увагу громадськості й знайшла свій шлях на першій сторінці декількох широко поширених газет, у тому числі, британської «Daily Telegraph», канадської «National Post», ізраїльських «Maariv» і «Yediot Aharonot», а також була представлена у статті наукового журналу «Nature». Телебачення та інтернет-історії в наступні тижні з цього приводу зашкалили, що в кінцевому підсумку включило в себе виробництво кількох документальних фільмів, зосереджених на темі «2060».
Ці два документи розміщені в Єврейській національній й університетській бібліотеки в Єрусалимі. Обидва вважаються письмовими і відносяться до кінця життя Ньютона або після 1705 року. Терміни вказані у самих документах безпосередньо Ньютоном.
Ці документи не були написані з метою публікації та й Ісаак Ньютон висловлював сильну особисту неприязнь до осіб, які надавали конкретні дати Апокаліпсису виключно для сенсаційного значення. 